# Manakana Nord
Manakana Nord est une commune rurale malgache située dans la région de Vatovavy.